# Triplophysa choprai
Triplophysa choprai är en fiskart som först beskrevs av Hora, 1934.  Triplophysa choprai ingår i släktet Triplophysa och familjen grönlingsfiskar. Inga underarter finns listade i Catalogue of Life.